# Pampow
Pampow ist eine Gemeinde im Landkreis Ludwigslust-Parchim in Mecklenburg-Vorpommern (Deutschland). Sie wird vom Amt Stralendorf mit Sitz in der Gemeinde Stralendorf verwaltet.

## Geografie
Pampow grenzt im Osten an die Landeshauptstadt Schwerin. Vor allem nördlich der Gemeinde befinden sich ausgedehnte Weideflächen. Nordöstlich in Richtung Schwerin liegt das Siebendörfer Moor.
Umgeben wird Pampow von den Nachbargemeinden Klein Rogahn im Norden, Schwerin im Osten, Holthusen im Süden, Warsow im Südwesten sowie Stralendorf im Westen.
Zur Gemeinde gehören die Ortsteile Pampow und Bahnhof Holthusen.

## Geschichte

### Name
Der Ortsname Pampow stammt aus dem Slawischen und bedeutet nach der Überlieferung tu pampowe, das heißt Ort des Papa. Der Chronist Hermann Wienke vermutet, dass an diesem Ort eine slawische Gottheit angebetet wurde. Aber auch die Übersetzung Schilfort könnte für Pampow gelten.

### Frühe Geschichte
1180 soll auf dem Standort der heutigen Kirche in Pampow eine Holzkapelle errichtet worden sein. Die erste bekannte urkundliche Erwähnung des Ortes stammt von 1265 für den Prediger in Pampow; die Ortsgründung vollzog sich aber schon um 1222. Eine Kirche aus Feldsteinen wurde 1350 auf der Stelle der ehemaligen Holzkapelle errichtet. Im Winter 1712/1713 weilte Zar Peter I. von Russland während des Nordischen Krieges in Pampow und hielt dort einen Kriegsrat mit seinen Verbündeten.

### Ab dem 19. Jahrhundert
1896 musste die alte Kirche wegen Baufälligkeit abgerissen werden. Eine neue Kirche im neugotischen Stil wurde von 1896 bis 1898 errichtet. 1915 fielen einem Brand acht Bauern- und drei Büdnerhäuser, einige von ihnen typisch reetgedeckt, zum Opfer. Am Ende des Zweiten Weltkriegs im Mai 1945 fuhren zunächst amerikanische Panzer in Pampow ein; im Juli besetzten sowjetische Soldaten das Dorf.
In der DDR-Zeit fanden mehrere Enteignungen von Privatbetrieben statt. In einem in der Presse stark rezipierten Prozess wurde 1957 der Pampower Propst Otto Maercker wegen des Vorwurfs der Boykotthetze verurteilt. Nach der politischen Wende 1990 stieg die Einwohnerzahl der Gemeinde vor allem durch stadtflüchtige Schweriner, und im Pampower Gewerbegebiet siedelten sich zahlreiche Firmen an. 2001 erhielt Pampow ein Gemeindewappen. Einer Eingemeindung in die Landeshauptstadt Schwerin widersprachen 2008 die Bürger von Pampow und erhielten so die Eigenständigkeit der Gemeinde.
Von 1952 bis 1994 gehörte Pampow zum Kreis Schwerin-Land (bis 1990 im DDR-Bezirk Schwerin, 1990–1994 im Land Mecklenburg-Vorpommern). 1994 wurde die Gemeinde in den Landkreis Ludwigslust eingegliedert. Seit der Kreisgebietsreform 2011 liegt sie im Landkreis Ludwigslust-Parchim.

## Bevölkerung
| Jahr | Einwohner |
| ---- | --------- |
| 1990 | 1010      |
| 1995 | 1426      |
| 2000 | 2569      |
| 2005 | 2913      |
| 2010 | 2837      |
| 2015 | 2943      |

| Jahr | Einwohner |
| ---- | --------- |
| 2020 | 3011      |
| 2021 | 3049      |
| 2022 | 3069      |
| 2023 | 3080      |

Stand: 31. Dezember des jeweiligen Jahres

## Politik

### Gemeindevertretung
Die Gemeindevertretung von Pampow besteht aus 14 Mitgliedern. Die Kommunalwahl am 9. Juni 2024 führte bei einer Wahlbeteiligung von 72,1 % zu folgendem Ergebnis:
| Partei / Wählergruppe         | Stimmenanteil 2019 | Sitze 2019 |  | Stimmenanteil 2024 | Sitze 2024 |
| ----------------------------- | ------------------ | ---------- |  | ------------------ | ---------- |
| CDU                           | 52,7 %             | 7          |  | 60,4 %             | 8          |
| Bündnis für Pampow            | 34,9 %             | 5          |  | 34,0 %             | 5          |
| SPD                           | 10,3 %             | 2          |  | 05,6 %             | 1          |
| Einzelbewerber Marco Stengert | 02,0 %             | –          |  | –                  | –          |
| Insgesamt                     | 100 %              | 14         |  | 100 %              | 14         |

### Bürgermeister
- 1990–2019: Hartwig Schulz (CDU)
- seit 2019: Frank Gombert (CDU)

Gombert wurde in der Bürgermeisterwahl am 26. Mai 2019 mit 60,0 % der gültigen Stimmen gewählt. Er wurde am 9. Juni 2024 mit 69,9 % der gültigen Stimmen in seinem Amt bestätigt. Seine Amtsdauer beträgt fünf Jahre.

### Wappen
| Wappen von Pampow | Blasonierung: „In Rot ein silberner Stabbalken, begleitet: oben von drei goldenen Rohrkolben balkenweise, unten von einem goldenen Pferdekopf.“ |
| Wappen von Pampow | Wappenbegründung: In dem Wappen wird symbolisch durch den Stabbalken auf die Lage des Ortes am geschichtsträchtigen Fährweg verwiesen, mit den Rohrkolben auf die nahe gelegene Moorniederung, das Landschaftsschutzgebiet „Siebendörfer Moor“. Mit einem Pferdekopf soll der Reitsport in der Gemeinde versinnbildlicht werden. Das Wappen und die Flagge wurde von dem Schweriner Heraldiker Heinz Kippnick gestaltet. Es wurde zusammen mit der Flagge am 8. Juni 2001 durch das Ministerium des Innern genehmigt und unter der Nr. 245 der Wappenrolle des Landes Mecklenburg-Vorpommern registriert. |

### Flagge

Flagge der Gemeinde Pampow

Die Flagge ist quer zur Längsachse des Flaggentuchs von Rot, Gelb und Rot gestreift. Die roten Streifen nehmen je ein Viertel, der gelbe Streifen nimmt die Hälfte der Länge des Flaggentuchs ein. In der Mitte des gelben Streifens liegt das Gemeindewappen, das zwei Drittel der Höhe und ein Drittel der Länge des Flaggentuchs einnimmt. Die Länge des Flaggentuchs verhält sich zur Höhe wie 5:3.

### Dienstsiegel
Das Dienstsiegel zeigt das Gemeindewappen mit der Umschrift „• GEMEINDE PAMPOW • LANDKREIS LUDWIGSLUST-PARCHIM“.

## Sehenswürdigkeiten

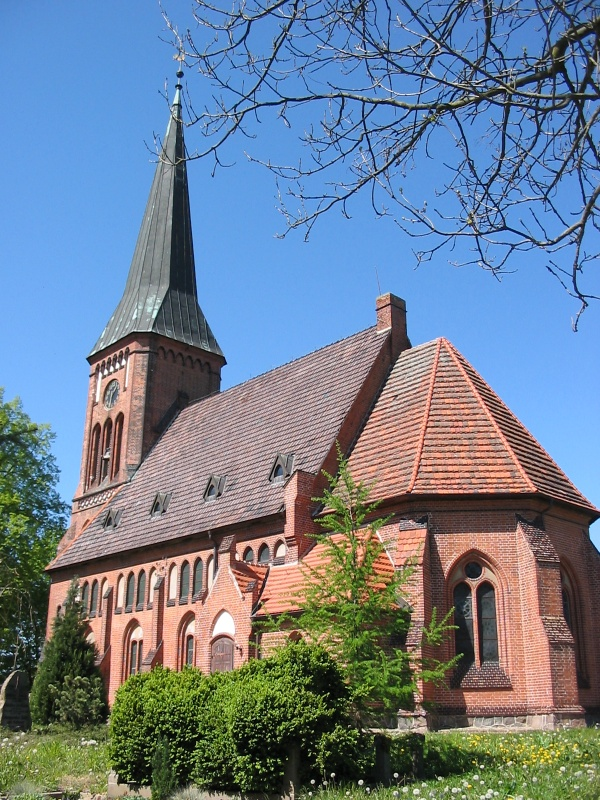
Kirche in Pampow

→ Siehe auch Liste der Baudenkmale in Pampow
- Neugotische einschiffige Kirche, von 1896 bis 1898 nach Plänen von Gotthilf Ludwig Möckel erbaut mit einem polygonen Chor, dem quadrischen, 42 Meter hohen Turm mit einem spitzen Turmhelm und dem südlichen Sakristeianbau. Das Kirchenschiff wird von einer hölzernen Deckenkonstruktion überspannt. Die Glocke von 1781 stammt noch von der früheren Kirche.
- Siebendörfer Moor

## Wirtschaft und Infrastruktur

### Unternehmen
Im Gemeindegebiet befindet sich ein etwa 18 Hektar großes Gewerbegebiet. Durch die günstige Lage vor den Toren Schwerins haben sich hier nach 1990 vor allem Einzelhandelsunternehmen niedergelassen.

### Verkehr
Seit Fertigstellung der Umgehungsstraße im Oktober 2005 führt die Bundesstraße 321 zwischen Hagenow und Schwerin südöstlich am Ort vorbei. Die nächstgelegene Autobahnanschlussstelle ist Hagenow an der A 24 (Hamburg–Berlin) in elf Kilometern Entfernung.
Am Rande des Gemeindegebietes liegen die Bahnhöfe Schwerin Süd und Holthusen an den Bahnstrecken Hagenow Land–Schwerin und Ludwigslust–Wismar.

### Bildung
- Grundschule
- Gymnasium (bis 2010)

### Sport
Der 1990 gegründete MSV Pampow hat 400 Mitglieder und verfügt über eine Fußball-, Badminton- und Volleyballabteilung. Die 1. Männermannschaft der Fußballer spielt in der Saison 2023/24 in der Verbandsliga Mecklenburg-Vorpommern. Heimspielstätte ist die Gartenwegarena.

## Persönlichkeiten

### Söhne und Töchter der Gemeinde
- Paul Walter (1876–nach 1933), Politiker (DVP)
- Ernst Rambow (1887–1945), KPD-Funktionär, Gestapospitzel
- Günther Groth (* 1934), Erziehungswissenschaftler, ab 1978 ordentlicher Professor in Mannheim
- Horst Schmandke (1935–2021), Ernährungswissenschaftler

### Mit Pampow verbundene Persönlichkeiten
- Otto Maercker (1899–1978), Pfarrer in Pampow